# Мегхалайский ярус
| Эпоха                                          | Климатическая стадия                           | Подстадия                                      | Начало (примерно), лет назад                   | Ярус (век) по IUGS (декабрь 2024) |
| ---------------------------------------------- | ---------------------------------------------- | ---------------------------------------------- | ---------------------------------------------- | --------------------------------- |
| Голоцен                                        | Субатлантик                                    | Похолодание                                    | 800                                            | Мегхалайский                      |
| Голоцен                                        | Субатлантик                                    | Потепление                                     | 1800                                           | Мегхалайский                      |
| Голоцен                                        | Субатлантик                                    | Похолодание                                    | 2600                                           | Мегхалайский                      |
| Голоцен                                        | Суббореал                                      | Похолодание                                    | 3200                                           | Мегхалайский                      |
| Голоцен                                        | Суббореал                                      | Потепление                                     | 4200                                           | Мегхалайский                      |
| Голоцен                                        | Суббореал                                      | Похолодание                                    | 5700                                           | Северогриппианский                |
| Голоцен                                        | Атлантик                                       | Потепление                                     | ~6000                                          | Северогриппианский                |
| Голоцен                                        | Атлантик                                       | Похолодание                                    | ~7000                                          | Северогриппианский                |
| Голоцен                                        | Атлантик                                       | Потепление                                     | 7800                                           | Северогриппианский                |
| Голоцен                                        | Бореал                                         | Похолодание                                    | 8200                                           | Северогриппианский                |
| Голоцен                                        | Бореал                                         | Потепление                                     | 10500                                          | Гренландский                      |
| Голоцен                                        | Пребореал                                      | Похолодание                                    | ~11000                                         | Гренландский                      |
| Голоцен                                        | Пребореал                                      | Потепление                                     | 11700                                          | Гренландский                      |
| Плейстоцен                                     |                                                |                                                |                                                |                                   |
| Поздний дриас                                  | Похолодание                                    | 12900                                          | Верхний                                        |                                   |
| Только для Северной Европы. Калиброванные даты | Только для Северной Европы. Калиброванные даты | Только для Северной Европы. Калиброванные даты | Только для Северной Европы. Калиброванные даты | п о р                             |

Мегхалайский ярус — текущий и завершающий ярус эпохи голоцена и всей четвертичной системы. Охватывает отложения, формирующиеся в мегхалайский век — текущий и последний век голоцена и четвертичного периода, приблизительно последние 4200 лет. Располагается над северогриппианским ярусом голоцена. Был ратифицирован Международной комиссией по стратиграфии в июне 2018 года наряду с двумя другими ярусами голоцена. Назван в честь индийского штата Мегхалая.
За дату начала берутся 2100-е годы до нашей эры, когда происходила двухсотлетняя засуха, повлиявшая на человечество и разрушившая Древнее царство в Египте и Аккадскую империю.
Если сопоставлять ярус с историей человечества, то он охватывает всю нашу историю, начиная со второй половины бронзового века.
Вот что сказал об этом ярусе Стэнли Финней, Генеральный секретарь МСГН:

Сам факт того, что этот ярус начинается с события, повлиявшего на развитие человечества, делает этот ярус уникальным.
Оригинальный текст (англ.)The fact that the beginning of this age coincides with a cultural shift caused by a global climate event makes it unique.

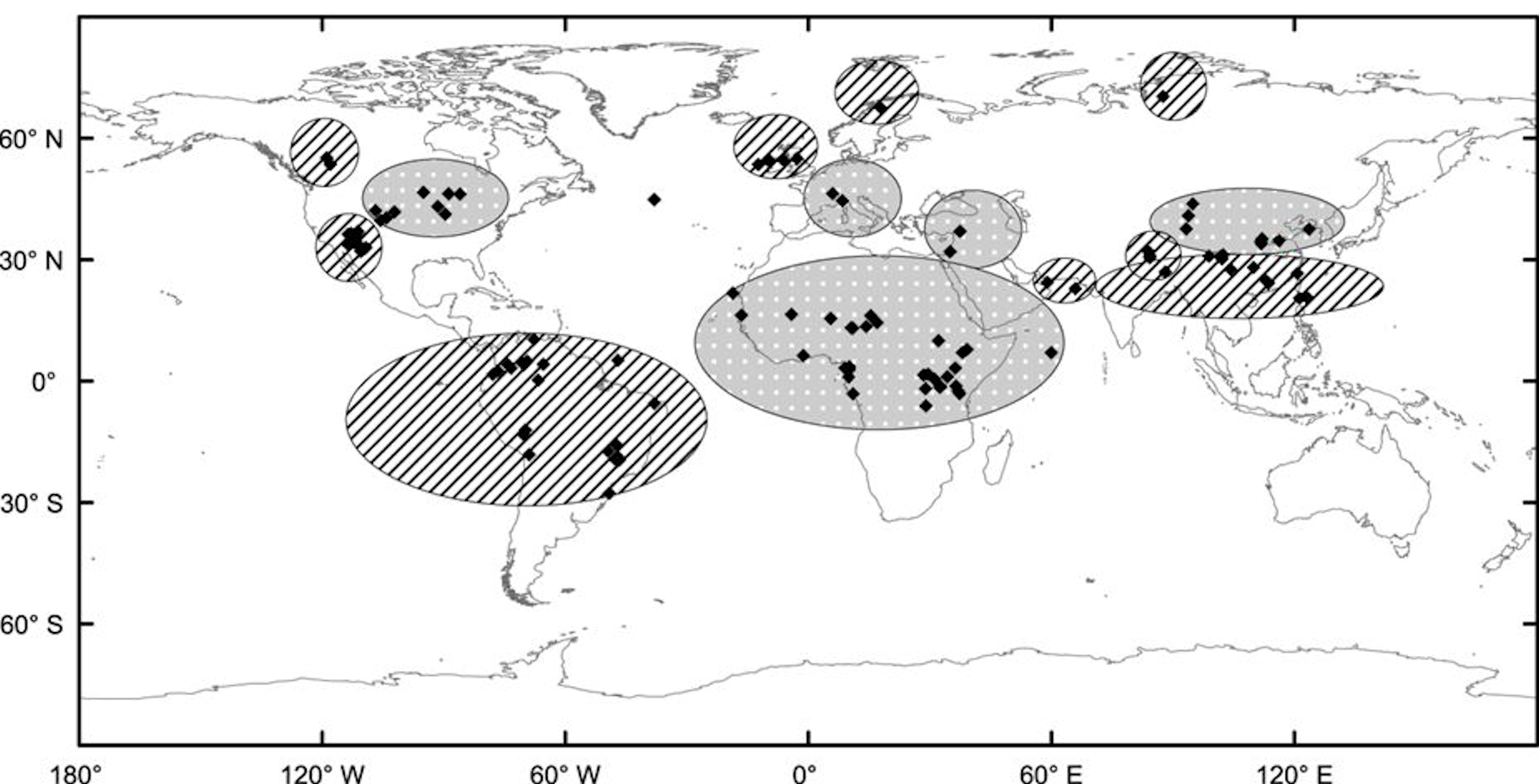
Карта зон, пострадавших от засухи 4200 лет назад